# Capel

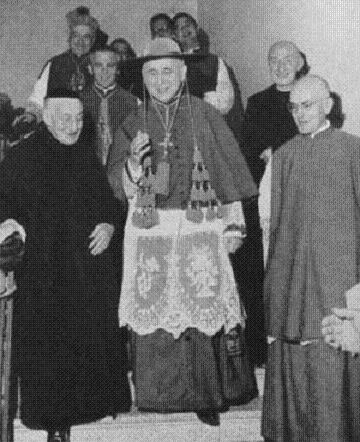
L'arquebisbe Giovanni Colombo portant un capel amb deu borles verdes a cada costat.

El capel també anomenat galero (plural galeri; del llatí: galerum), és un barret d'ala ampla amb uns cordons acabats en borles que queien sobre el pit que els clergues de l'Església Catòlica feien servir. Quan és de cardenal és la birreta.
Es fa servir a l'heràldica eclesiàstica des del segle xiv com a timbre, substituint les mitres als escuts.

## Història

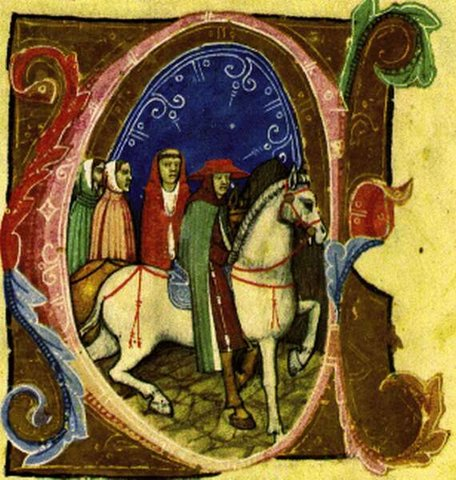
Cardenal Gentilis de Monteflorum, enviat papal a Hongria entre 1308 i 1311. Miniatura del Chronicon Pictum, elaborat a Hongria a la dècada de 1360.

Inicialment, el galero només era atorgat als llegats papals. El capel vermell va ser atorgat als cardenals per primera vegada pel Papa Innocenci IV el 1245 durant el Primer Concili de Lió. Segons la tradició de l'arquebisbat de Lió, el color vermell va ser inspirat pels barrets vermells dels canonges de Lió. D'acord amb Noonan, el Papa Innocent volia que els seus favorits fossin distints i reconeixibles en les llargues processons al concili.
El cardenal Jean Cholet va fer servir el seu galero per coronar a Carles de Valois a Girona durant la Croada contra la Corona d'Aragó, anomenant-lo Rei d'Aragó, fen que Carles rebés com a sobrenom "roi du chapeau" ("rei del barret").
En el transcurs dels segles el capel va quedar limitat a l'ús només dels cardenals com a corona, simbolitzant el títol de Príncep de l'Església. Amb el temps el galero va tenir grans proporcions, especialment les ales, mentre que la tapa esdevenia menys profunda.

## El capel cardenalici

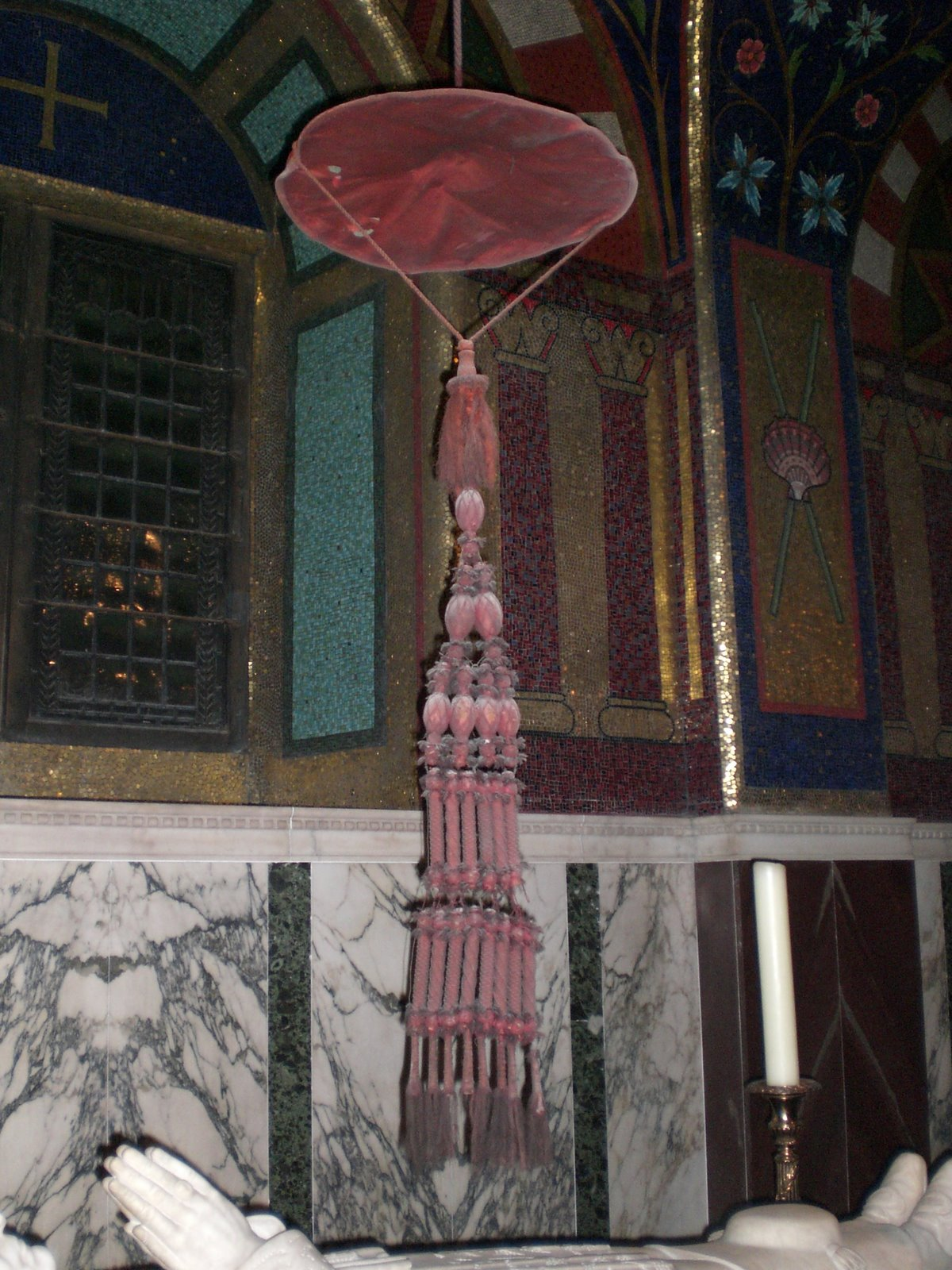
Capel cardenalici suspès sobre la tomba d'un cardenal.

Fins a Joan XXIII, els cardenals rebien el capel de mans del pontífex el dia de la seva nominació pública. El consistori del nomenament de cardenals, abans del Concili Vaticà II, es componia de tres parts: el consistori secret, on el Papa anunciava als membres del Col·legi cardenalici els nous elegits; el consistori públic, on els nous cardenals rebien del Papa la birreta i un rotlle on estava escrit el títol que li corresponia; i la imposició del capel, que podia ésser en qualsevol moment després del consistori.
Durant la imposició del galero, el Papa nomenava els cardenals posant-li al cap el capell vermell, tot recitant en llatí « Ad laudem omnipotentis Dei et Sanctae Sedis ornamentum, accipe galerum rubrum, insigne singularis dignitatis cardinalatus, per quod designatur quod usque ad mortem et sanguinis effusionem inclusive pro exaltatione sanctae fidei, pace et quiete populi christiani, augmento et statu Sacrosanctae Romanae Ecclesiae, te intrepidum exhibere debeas, in nomine Patris et Filii et Spiritus Sancti» (A lloança de Déu omnipotent i per ornament de la Santa Seu, rep el capell vermell, un distingit senyal de cardenal, per a això cal ser valent i pel qual has estat nomenat fins a la morta per vessament de sang per l'exaltació de la Santa Fe, per a la pau i la tranquil·litat del poble cristià, i per a la difusió i l'estabilitat de la Santa Església Romana. En el nom del Pare, del Fill i de l'Esperit Sant, Amén).
El 1969, la instrucció papal Ut sive sollicite va posar punt final a l'ús del capel com a acte d'humilitat de la jerarquia de l'Església. Es considerà que mitjançant l'eliminació d'aquestes elaborades insígnies, el poble podria identificar-se millor amb els seus caps pastorals. Actualment, al consistori, als cardenals només se'ls posa el solideu i la birreta vermella. Els cardenals de ritus orientals tenen les seves lligadures pròpies.
Actualment, durant el consistori, al cap dels nous cardenals només es posa el solideu i la birreta. Alguns cardenals, encara, adquireixen de manera particular un galero, per tal de mantenir l'antiga tradició de tenir-ne un i posar-lo als peus del taüt i que aquest pengi sobre la tomba. Segons aquesta tradició, quan moria un cardenal, el seu capel es penjava sobre la tomba fins que quedava reduït a pols, simbolitzant que tota glòria terrenal és passatgera. Hom deia que, quan queia, l'ànima del cardenal havia entrat al cel.
També es pot fer servir el barret saturno com a lligadura per protegir-se del Sol, fora dels serveis religiosos, amb petites borles acordonades sobre l'ala, en nombre i color equivalent a la del galero heràldic propi del seu rang a la jerarquia de l'Església Catòlica
El 19 de febrer de 2011, Raymond Cardenal Burke esdevingué el primer cardenal en temps recents en tornar a portar el galero.

Escut darmes del Cardenal Antonetti, amb el galero

## El capel
El capel cardenalici és de forma rodona, tapa plana amb casquet baix i una falda llarga rivetada amb cinta de seda, tot de color vermell, de llana a la part superior i de seda a la part interior i a l'interior. Queda lligat amb un cordó vermell de seda, també vermell, que cau des dels costats del galero, unint-se els dos extrems a la part inferior amb un gran llaç amb serrells.
El capel té, com a accessori separat, una filactèria, en seda vermella, feta de glans, canons i quinze flocs sobreposats, en número creixent d'un a cinc, per cadascun dels costats i acabant en llargs serrells.
El capel es fa servir amb la capa magna i es posa al cap cobert amb la caputxa. La filactèria no es fa servir quan el capel es porta posat.

## Heràldica eclesiàstica
Tot i que l'ús del capell en heràldica ja era comú des del segle xiv, no va ser fins a Pius X quan es regulà definitivament, mitjançant decret del 21 de febrer de 1905, els colors i el nombre de borles corresponents a cada grau jeràrquci.
El galero actualment es fa servir en l'heràldica eclesiàstica com a part dels escuts d'armes. El galero substitueix el casc o la cimera com a timbre, car són considerats massa bel·ligerants per a clergues. El color del barret i el nombre de borles indica la situació jeràrquica del clergue. Generalment, preveres i ministres tenen un barret negre amb cordó i borles, el nombre depenent del seu rang. Els bisbes acostumen a fer servir un barret verd amb cordons verds i sis borles a cada costat; els arquebisbes tenen deu borles i els cardenals tenen un barret vermell amb cordons vermells i quinze borles vermelles a cada costat.
- Cardenal (vermell amb 2x15 borles vermelles - 1, 2, 3, 4, 5)
- Patriarca, Primat (verd amb 2x15 borles verdes - 1, 2, 3, 4, 5)
- Arquebisbe (verd amb 2x10 borles verdes - 1, 2, 3, 4)
- Bisbe, Abat mitrad, Prelat territorial (verd amb 2x6 borles verdes - 1, 2, 3)
- Prelat "di Fiocchetto", de la Cambra Apostòlica (morat amb 2x10 borles vermelles - 1, 2, 3, 4)
- Protonotari Apostòlic (morat amb 2x6 borles vermelles - 1, 2, 3)
- Prelat d'Honor de Sa Santedat, Prelat domèstic de Sa Santedat, Capellà Conventual del S.M.O.M. (morat amb 2x6 borles morades - 1, 2, 3)
- Capellà de Sa Santedat, Canonge de basílica major (negre amb 2x6 borles morades - 1, 2, 3)
- Vicari General, Vicari Episcopal, Prior mitrat, Abat, Superior Major d'Orde Religiós, Protonotari Apostòlic honorífic (negre amb 2x6 borles negres - 1, 2, 3)
- Canonge, Prior (negre amb 2x3 borles negres - 1, 2)
- Arxipreste, Degà, Vicari forà, Superior menor d'orde religiós (negre amb 2x2 borles negres - 1, 1)
- Prevere (negre amb 2x1 borla negra - 1)
- Diaca (negre sin borles)

Als abats, priors i superiors d'ordes religiosos se'ls permet substituir el color negre pel blanc.
El preveres i diaques, generalment no fan servir escut d'armes, llevat que el facin servir per altres motius (per exemple, que siguin membres d'una família amb títol nobiliari o amb dret d'ús d'escut d'armes); en aquests casos, hauran de timbrar el seu escut amb el capel corresponent.

Cardenal – Arquebisbe
Cardenal - Bisbe
Cardenal
Primat (no cardenal)
Arquebisbe
Bisbe
Protonotari apostòlic
Prelat
Capellà de Sa Santedat
Vicari General
Canonge
Prevere
Prevere militar
Diaca
Abat